# Liste der Ständigen Vertreter der Vereinigten Staaten bei der OECD
Diese Liste der Ständigen Vertreter der Vereinigten Staaten bei der OECD fasst die Botschafter der USA bei der OECD in Paris, Frankreich zusammen.
| Name                 | Dienstbeginn | Dienstende | Anmerkung |
| -------------------- | ------------ | ---------- | --- |
| John W. Tuthill      | 1961         | 1962       | |
| John M. Leddy        | 1962         | 1965       | |
| Philip H. Trezise    | 1965         | 1969       | |
| Joseph A. Greenwald  | 1969         | 1972       | |
| William C. Turner    | 1974         | 1977       | |
| Herbert Salzman      | 1977         | 1981       | |
| Abraham Katz         | 1981         | 1984       | |
| Edward Streator      | 1984         | 1987       | |
| Denis Lamb           | 1987         | 1990       | |
| Alan Philip Larson   | 1990         | 1993       | |
| David Laurence Aaron | 1993         | 1997       | |
| Amy L. Bondurant     | 1997         | 2001       | |
| Jeanne L. Phillips   | 2001         | 2003       | |
| Connie Morella       | 2003         | 2005       | |
| Christopher F. Egan  | 2007         | 2009       | |
| Karen Kornbluh       | 2009         | 2012       | |
| Daniel Yohannes      | 2014         | 2017       | in der auf Yohannes folgenden Zeit der Präsidentschaft von Donald Trump waren die USA nicht mit einem Repräsentanten bei der OECD vertreten |
| Jack Markell         | 2022         | 2023       | 2023 Wechsel nach Rom als Botschafter der USA für Italien und San Marino.                                                                   |
| Sean Patrick Maloney | 2024         | 2025       | |